# Notburga von Rattenberg

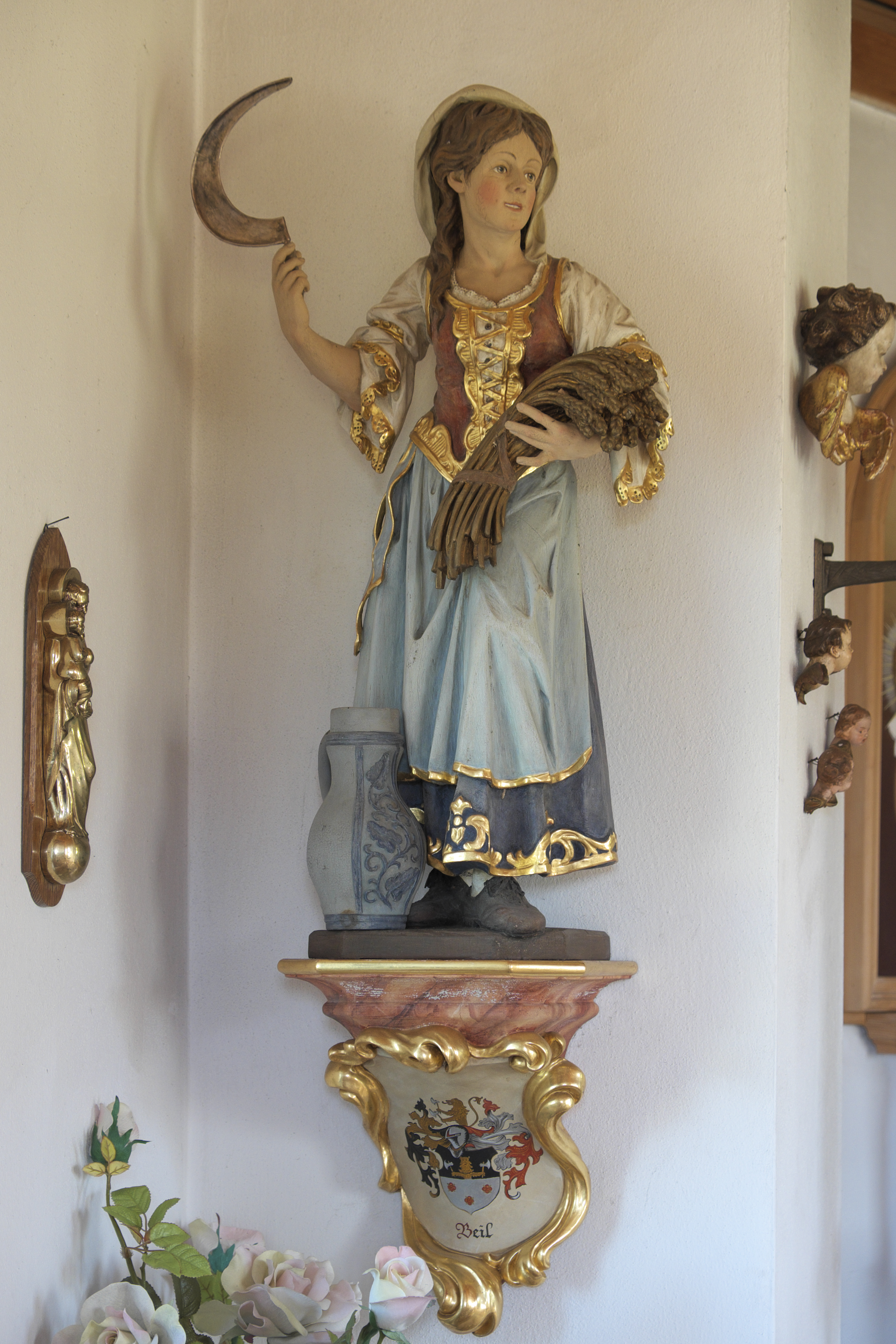
Statue in Auing am Wörthsee, Oberbayern

Notburga von Rattenberg (* um 1265 in Rattenberg; † 13. September 1313 in Buch in Tirol) ist eine Tiroler Volksheilige. Sie wird als Patronin der Dienstmägde und der Landwirtschaft verehrt. Damit verbunden wird sie in zahlreichen Bundesländern auch als Patronin der Trachtenträger und -förderer verehrt. So wird in Niederösterreich jeweils am zweiten Sonntag im September (nahe ihrem Namenstag) der Dirndlgwandsonntag gefeiert.

## Leben

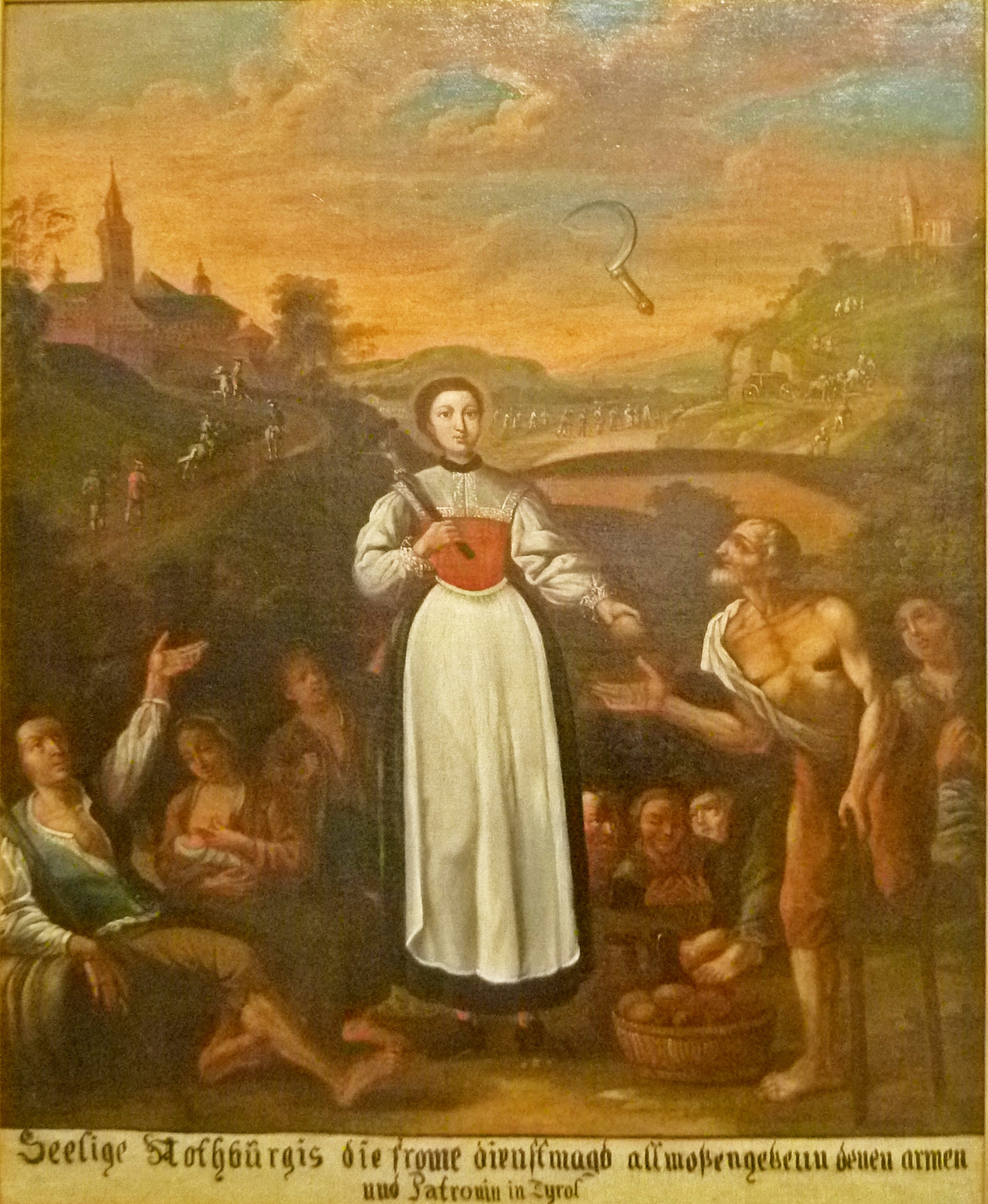
„Notburga speist Arme“
Gemälde von um 1780 im Augustinermuseum Rattenberg

Der Legende nach wurde Notburga um das Jahr 1265 als Tochter eines Hutmachers in Rattenberg geboren. Zu dieser Zeit gehörte Rattenberg zu Bayern. Sie verdingte sich als Dienstmagd bei Heinrich I. von Rottenburg auf Schloss Rottenburg. Die Herren von Rottenburg waren zu dieser Zeit die Hofmeister der Grafen von Tirol. Sie kümmerte sich bereits zu jener Zeit um die Armen, Behinderten und Kranken. So verteilte sie – mit Duldung ihres Dienstherrn – die Reste der Speisen von der Burg an die Bedürftigen.
Als Heinrich I. verstarb und sein Sohn Heinrich II. von Rottenburg der neue Herr der Burg wurde, verbot dessen Frau Ottilia Notburga, weiterhin die Speisereste an das Volk zu verteilen. Notburga gehorchte und legte von da an für sich selbst regelmäßig Fastentage ein. Das Essen, das sie selbst an diesen Tagen nicht aß, verteilte sie weiterhin an die Bedürftigen. Auch dieses Verhalten missfiel Ottilia, so dass sie ihren Mann gegen Notburga aufbrachte.

### „Holzspan-Wunder“
Eines Tages, als Notburga in ihrer Schürze Essen für die Armen und in der Hand einen Krug mit Wein trug, hielt sie ihr Dienstherr auf dem Burghof an. Er wollte von ihr wissen, was sie bei sich trage. Der Legende nach soll Notburga geantwortet haben: „Holzspäne und Lauge“. Als Heinrich II., der ihr keinen Glauben schenkte, nachsah, trug sie in ihrer Schürze nur noch Holzspäne, und im Krug war Lauge.
Ihr Dienstherr beendete das Dienstverhältnis jedoch bald, und Notburga musste die Rottenburg verlassen. Notburga fand in der nahen Gemeinde Eben am Achensee eine Anstellung als Bauernmagd. Sie versorgte das Vieh und half bei der Feldarbeit. Notburga hatte sich beim Bauern das Recht erbeten, beim ersten Glockengeläut am Abend die Arbeit niederzulegen, um zu beten.

### „Sichel-Wunder“
Eines Nachmittags, als das Wetter umzuschlagen drohte, verlangte der Bauer, dass niemand die Arbeit niederlege, bevor nicht alles Getreide eingeholt sei. Beim ersten Glockengeläut legte Notburga wie immer die Arbeit nieder. Der Bauer jedoch wollte sie nicht gehen lassen. Der Legende nach warf Notburga ihre Sichel in den Himmel, wo diese an einem Sonnenstrahl hängen blieb. Der Bauer erschrak und ließ Notburga ziehen.

### Zurück auf der Rottenburg
Nach dem Tod von Heinrichs Frau Ottilia fand diese, so berichtet die Legende, keine Ruhe im Grab. Außerdem war auf der Rottenburg ein blutiger Bruderkrieg zwischen Heinrich II. von Rottenburg und seinem Bruder Siegfried ausgebrochen. Im Verlauf der Auseinandersetzung brannte es auf der Rottenburg. In dieser Situation erinnerte sich Heinrich II. an seine Magd Notburga. Er bat sie, auf die Burg zurückzukehren. Für seine Frau stiftete Heinrich eine jährliche Speisung von 500 Armen. Notburga gelang es schnell, zwischen den Brüdern Heinrich und Siegfried Frieden zu stiften.
Bis an ihr Lebensende blieb Notburga auf der Rottenburg. Heinrich II. und seine zweite Frau erlaubten ihr das Versorgen und Pflegen der Armen und Kranken auf der Burg.

### „Ochsen-Wunder“
Vor ihrem Tod äußerte Notburga den Wunsch, dass man ihren Leichnam auf einen Karren mit zwei Ochsen legen solle und dort begraben solle, wo der Karren stehen blieb. Der Legende nach sollen die Ochsen den Karren von der Rottenburg hinauf bis nach Eben am Achensee gezogen haben. Die Ochsen, so die Legende, hätten erst vor der Kirche in Eben angehalten.

## Nachwirken

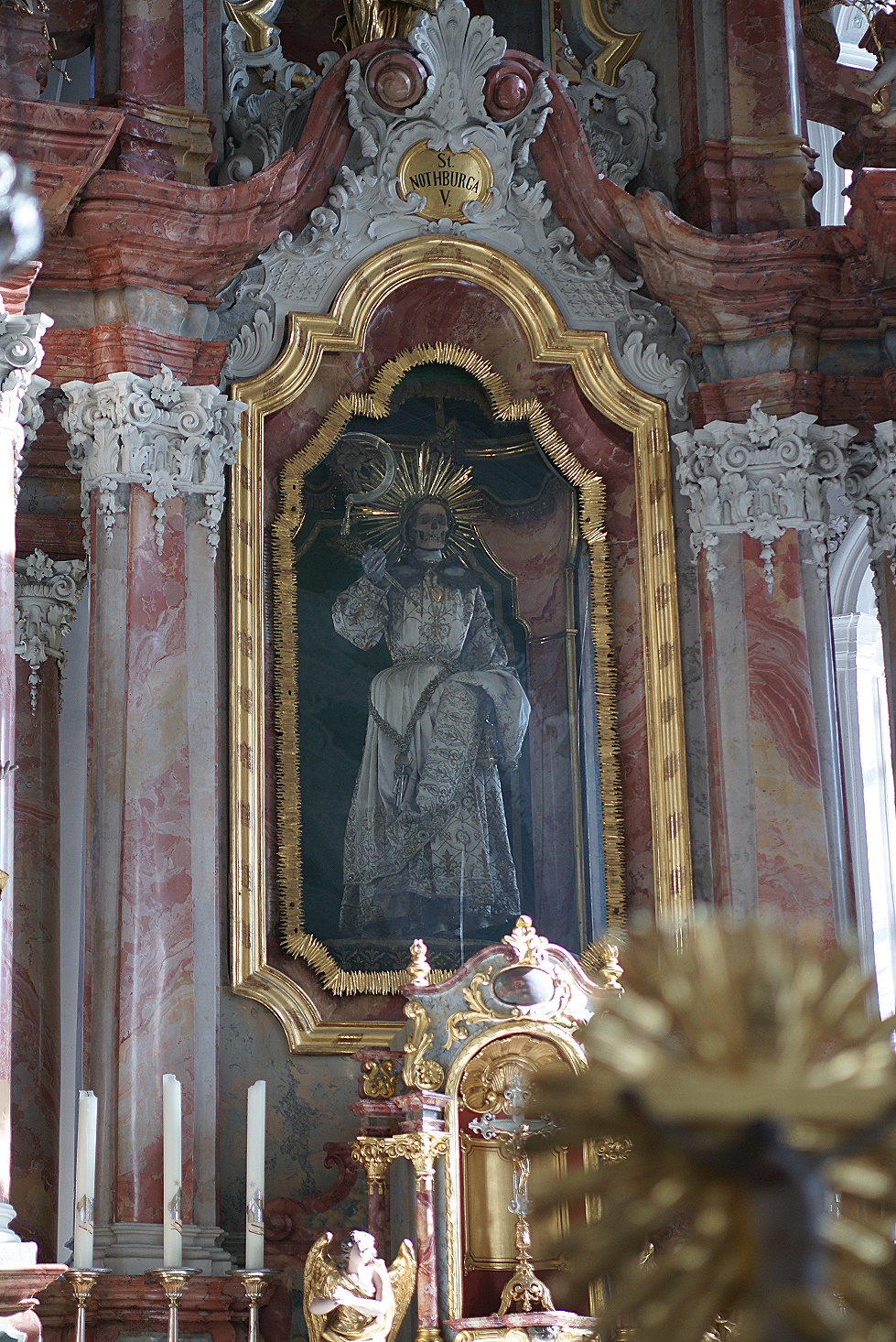
Stehende Ganzkörperreliquie der Notburga in der Pfarr- und Wallfahrtskirche St. Notburga in Eben

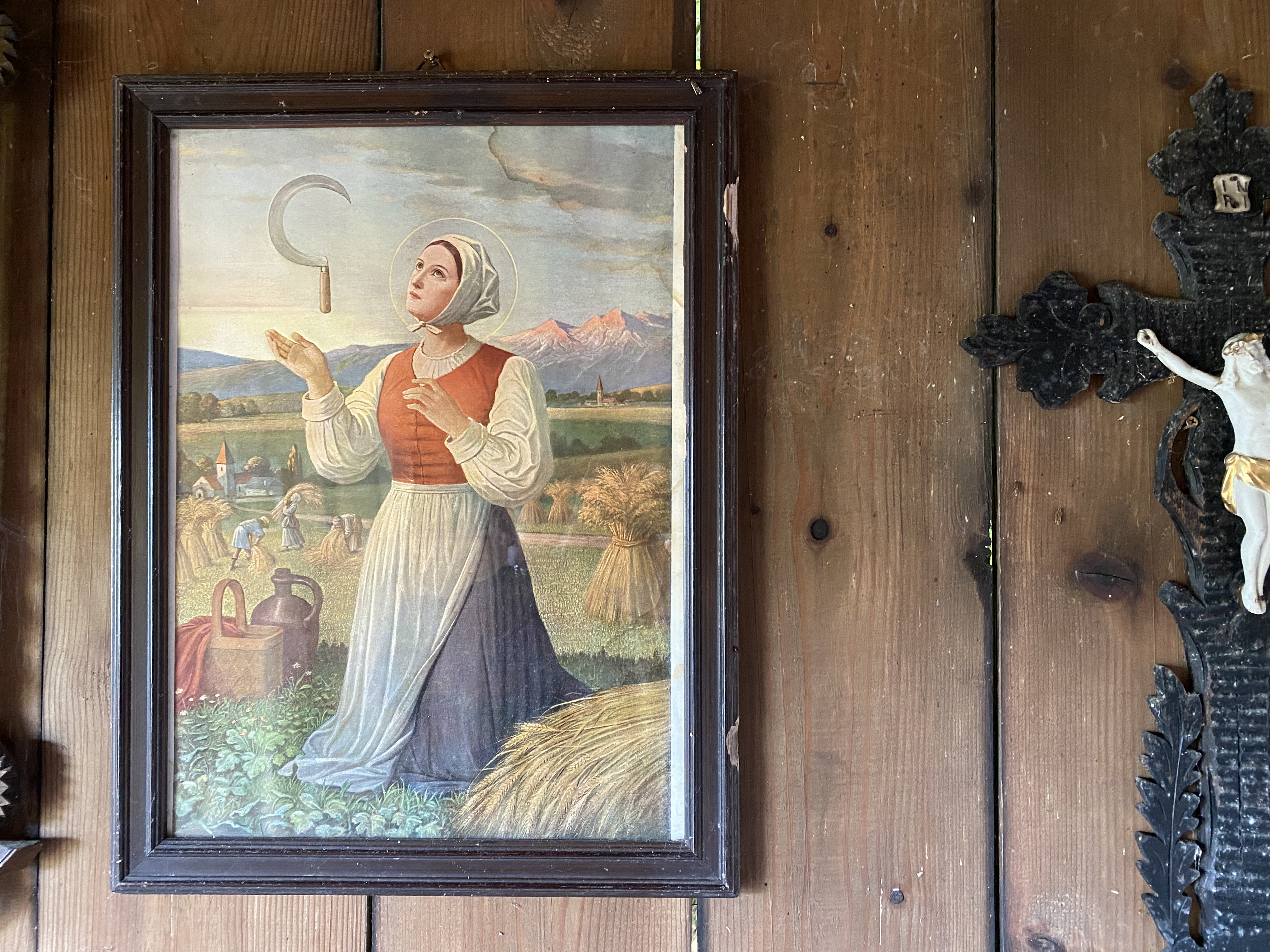
Chromolithographie in einer Wegkapelle bei Bad Birnbach, Niederbayern

Notburga zählt zu den meistverehrten Heiligen in der Oststeiermark, in Tirol und in Slowenien. Nach ihrem Tod wurde sie vor dem Altar der Rupertikirche in Eben am Achensee beigesetzt. Auf Grund einer sehr bald einsetzenden Wallfahrt zu ihrem Grab wurde die Kirche in Eben um 1434 und um 1508 erweitert. Am 22. August 1718 wurden ihre sterblichen Überreste mit Erlaubnis des Bischofs von Brixen Kaspar Ignaz von Künigl exhumiert. 1735 erlaubte der Bischof von Brixen, aus ihrem Skelett eine Ganzkörperreliquie für die Kirche von Eben zu machen. Dieses Skelett befindet sich nicht wie üblich liegend in einer Seitenkapelle, sondern stehend in dem Retabel des Hochaltars der Kirche, wofür ein besonderes Privileg erforderlich war.
Notburga wurde im 19. und frühen 20. Jahrhundert auch im katholischen Altbayern verehrt. Als Patronin der ländlichen Dienstboten wurden ihre Gläubigkeit und ihr weltlicher Gehorsam als Vorbild propagiert.

Belege aus Niederbayern: Im Kirchenmuseum Kößlarn (Landkreis Passau) wird eine Prozessionsfigur der hl. Notburga aus dem 19. Jahrhundert aufbewahrt. In Thonhausen (Gemeinde Attenhofen, Landkreis Kelheim) ist Notburga eine Kapelle geweiht. In der Pfarrkirche St. Martin in Niederhöcking (Stadt Landau an der Isar, Landkreis Dingolfing-Landau) ist sie in einem Glasgemälde dargestellt, in der Pfarrkirche St. Georg in Weichshofen (Gemeinde Mengkofen, Landkreis Dingolfing-Landau) zeigt ein Glasgemälde (1886) im Chor die hl. Notburga neben dem Kirchenpatron und dem hl. Leonhard. Populäre Drucke zeigen die Heilige in einfacher Arbeitstracht.
Die Verehrung der Volksheiligen Notburga wurde 1862 von Papst Pius IX. bestätigt. In Eben am Achensee findet an jedem 13. September die feierliche Notburgaprozession statt. Sie wird als Patronin der Dienstmägde, der Arbeitsruhe und des Feierabends verehrt.
2004 wurde in Eben am Achensee das Notburga-Museum eröffnet.

## Galerie

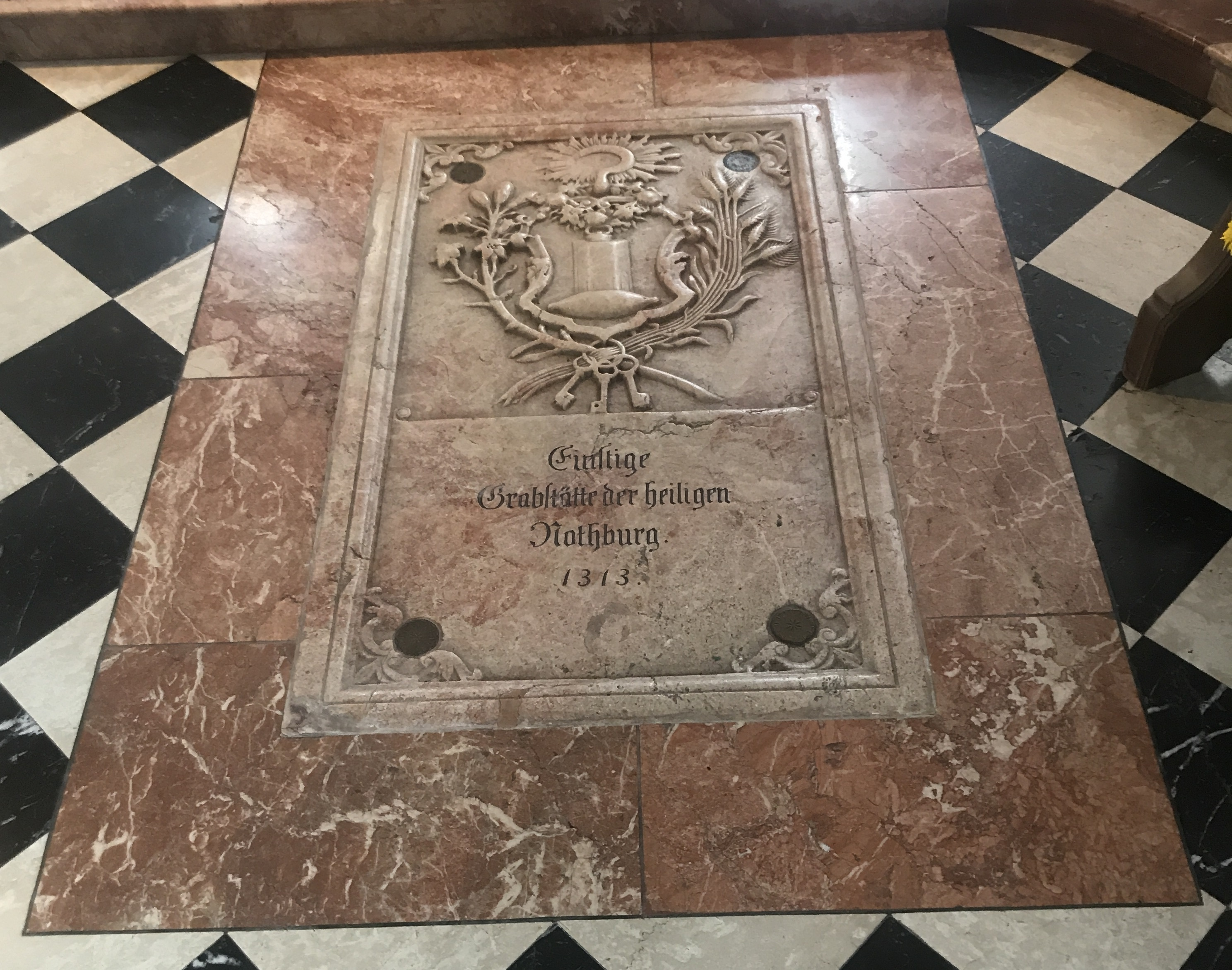
Grabstein der Notburga in der Pfarr- und Wallfahrtskirche St. Notburga in Eben
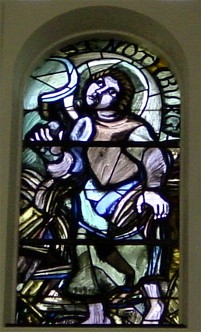
Kirchenfenster gestaltet von Martin Häusle in der Pfarrkirche Liesing, Wien
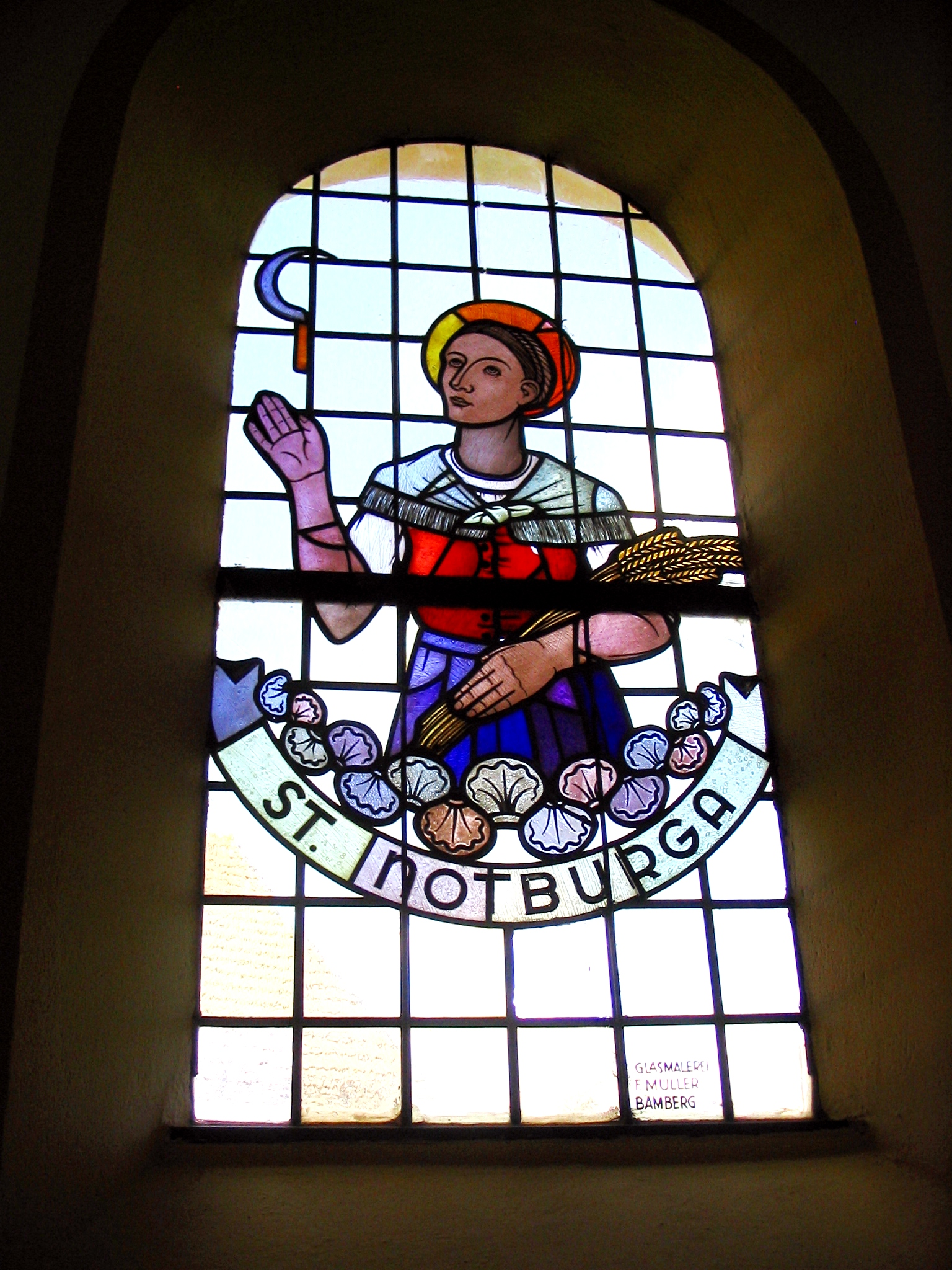
Notburga auf einem Glasfenster in der Kapelle in Görau, Oberfranken
Heilige Notburga,[4] Christian Jorhan d. Ä. (1727–1804), Landshut um 1775/1780, Lindenholz, Germanisches Nationalmuseum in Nürnberg